# Engerling (Band)
Engerling ist eine Berliner Bluesrockband. Sie war fester Bestandteil der Blueserszene in der DDR. Gegründet wurde sie 1975 von Rainer Lojewski und Wolfram Bodag in Ost-Berlin als Engerling Blues Band.

## Geschichte
Alle Mitglieder spielten vor Gründung der Band in verschiedenen anderen Amateurbands wie mobil, medoc und Pardon. Während Wolfram Bodag und Heiner Witte eine Ausbildung an der Musikschule Friedrichshain in Ost-Berlin absolvierten, waren alle anderen Bandmitglieder Autodidakten. Der Bandname Engerling wurde ohne tieferen Bezug gewählt. Ihrem Stil ist die Band bis heute treu geblieben. Sie kam von Anfang an ohne aufwendige Bühnenshow und Promotion aus. Ein begeistertes Publikum unter der DDR-Jugend hatten die „Engerlinge“ dennoch.
Nach dem Ausstieg von Erhard Klauschenz übernahm Mischa Arnold (1976 bis 1978) den Bass. Rainer Lello Lojewski ging 1979 zu Monokel. Fortan wechselte die Bandbesetzung um Wolfram Bodag und Heiner Witte mehrfach. Die weiteren zwischenzeitlichen Bandmitglieder waren: Bernd Kühnert (Gitarre/1975 bis 1979/ff. b. Monokel), Michael Arnold (Bass/1976 bis 1978), Jens Saleh (Bass/1978 bis 1979), Gottfried Klier (Saxophon/1978–1979), Peter Lucht (Schlagzeug/1980 bis 1985 und 1992 bis 2000), Gunther Krex (Bassgitarre/1980 bis 1983), Thilo Ferch (Saxophon/1980 bis 1981), Christian Liebig (Bassgitarre/1985 bis 1986), Henry Butschke (Schlagzeug/1985 bis 1986), Friedemann „Frieda“ Schulz (Schlagzeug/1986 bis 1992/agierte auch mehrfach als Gastmusiker), Andreas Kaufmann (Saxophon/1986 bis 1988), Waldemar Weiz (Gitarre/1989 bis 1992) und Vincent Brisach (Schlagzeug/2000 bis 2005). Jüngstes Bandmitglied ist der Schlagzeuger Hannes Schulze, Bodags Sohn.
1977 erschienen mit den Singles Da hilft kein Jammern/Der Zug oder Die weiße Ziege und Schwester Bessies Boogie/Mama Wilson die ersten Plattenaufnahmen bei Amiga (VEB Deutsche Schallplatten Berlin). 1979 folgte dann die erste Langspielplatte, die sich über 100.000 Mal verkaufte. In den Jahren 1976 und 1978 erfolgten Auszeichnungen als Hervorragendes Amateurtanzorchester der DDR. Ab April 1980 wurde Engerling eine Berufsformation. 1986 wurden Bodag bei einem Polizeieinsatz beide Hände gebrochen, so dass Engerling mehrere Monate nicht auftreten konnte.
2025 begeht die Band ihr 50-jähriges Jubiläum, die Tour beginnt u. a. in Plauen und Torgau.
Engerling beim Dorfrock in Schmadebeck (2016)

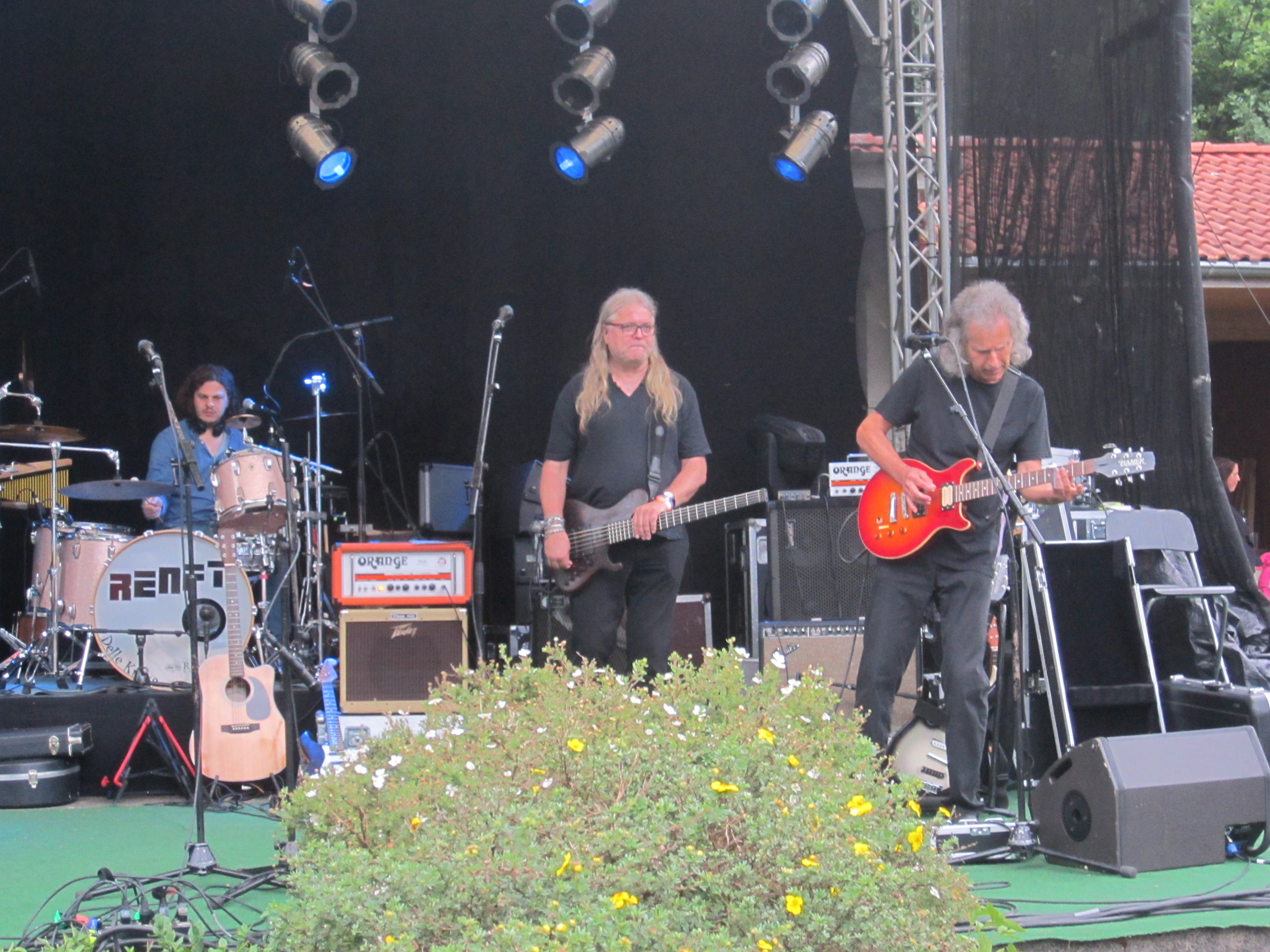
v. l. n. r. Hannes Schulze, Manne Pokrandt, Heiner Witte
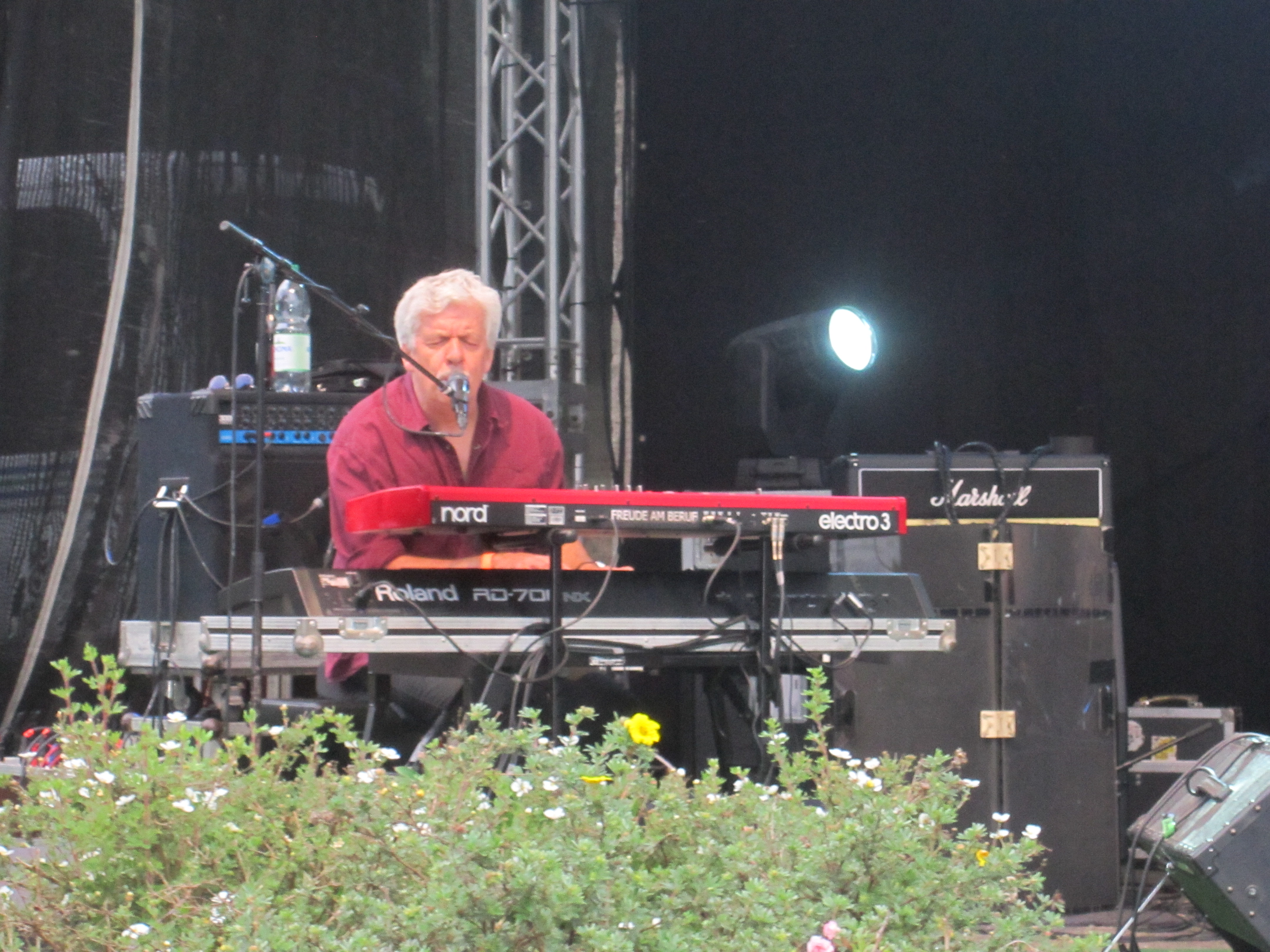
Wolfram Boddi Bodag
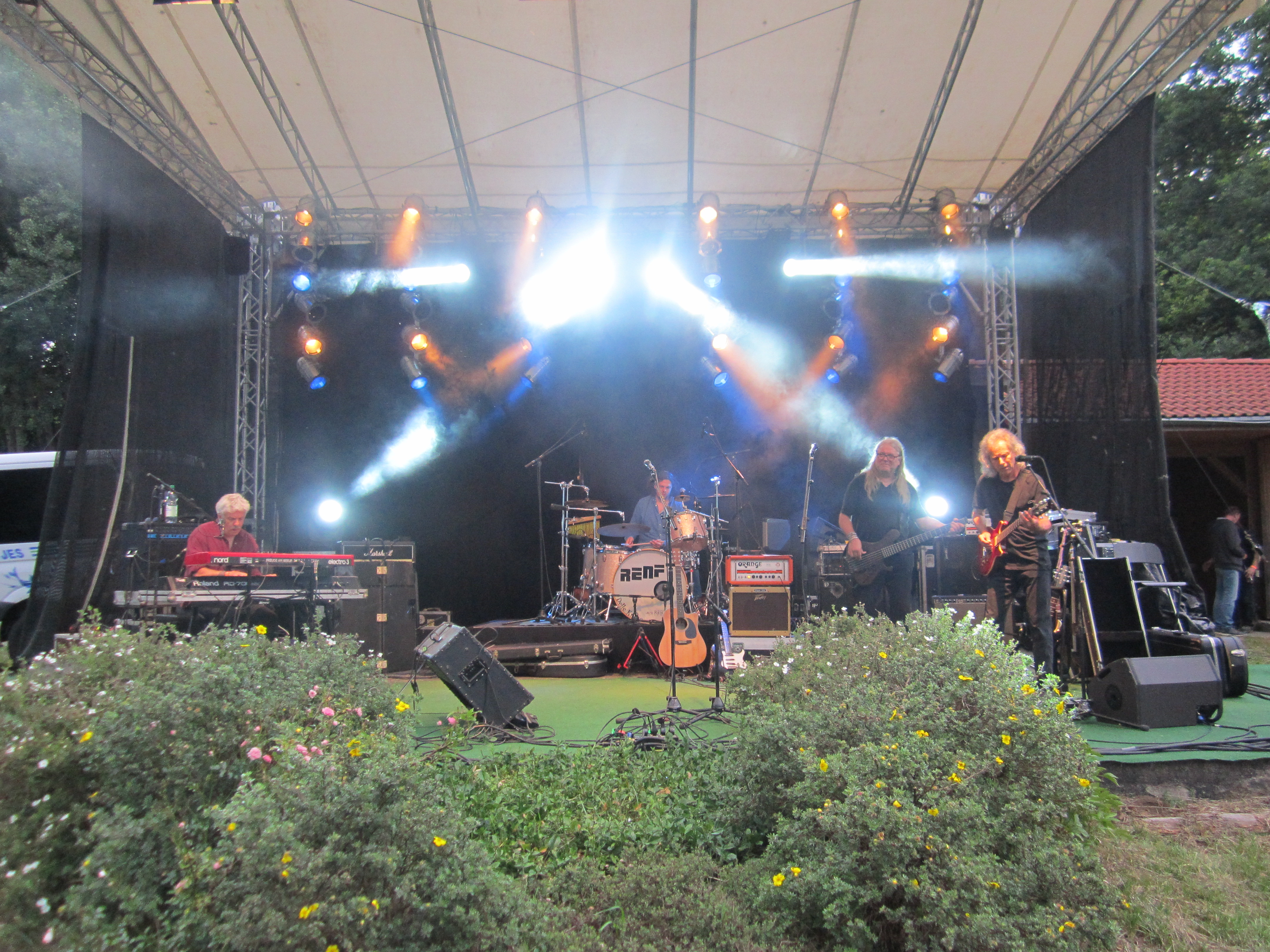
v. l. n. r. Wolfram Boddi Bodag, Hannes Schulze, Manne Pokrandt, Heiner Witte
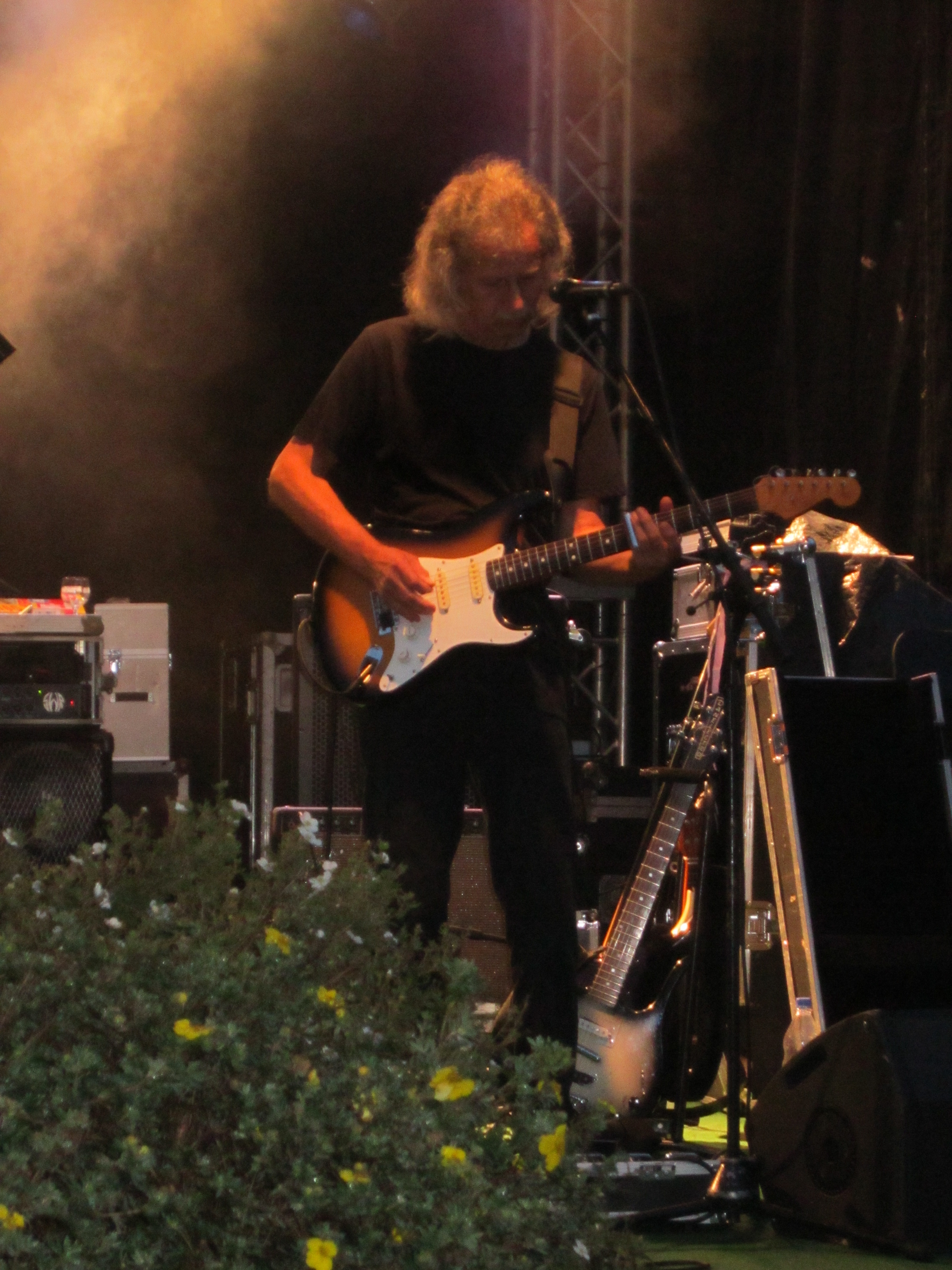
Heiner Witte

## Charakteristik
Von Beginn an hat sich Engerling dem Blues verschrieben. Ihre musikalische Konzeption bedeutet: geradliniger, urwüchsiger Blues- und Boogierock. Typisch ist ein Text aus der Anfangszeit: ein fiktives Gespräch mit der Mutter des 1970 ums Leben gekommenen Alan Wilson, der Mitbegründer der US-amerikanischen Bluesrockband Canned Heat war (Song Mama Wilson).

## Mitch Ryder und Engerling
Der Song Ain’t Nobody White Can Sing the Blues von Mitch Ryder ist seit Jahren fester Bestandteil des Engerling-Repertoires. Die Band begleitete Mitch Ryder von 1994 bis 2024 über 30 Jahre auf seinen Tourneen durch Deutschland, die Schweiz, Österreich, Belgien, Frankreich und Spanien und war an CD-Produktionen des US-Musikers beteiligt.

## Wolfram Bodag
Wolfram Bodag ist der Kopf der Band. Er ist Komponist, Textautor, Musiker und Sänger. Geboren wurde er am 3. Mai 1950 in Bad Freienwalde bei Berlin. Bereits als 16-Jähriger spielte er bei den Blues Fashion. Nach dem Wehrdienst schloss er sich der Band mobil an. Gemeinsam mit Rainer Lojewski gründete er später die Bluesband Pardon (bis 1973). Als Radsport-Fan schrieb er Sechs Tage auf dem Rad, Tommy Simpson und Radlers Leid.
Bodags Text Blues vom Roten Hahn hatte einen realen Anlass: ein Brand im Ost-Berliner Erich-Franz-Klub, einem Domizil der Bluesszene. Bodag berichtet in seinen Texten sowohl über reale als auch fiktive Konzerte (von Willie Dixon und John Lee Hooker), deren Einnahmen zum Wiederaufbau beitragen:

Hier habt ihr die Moneten. Legt sie gut an, fangt an aufzubaun, und laßt euch nicht noch mal vom Roten Hahn dort unterm Dach den alten Blues versau’n.
In Titeln wie Legoland und Zinker verarbeitet Wolfram Bodag seine Wende- bzw. Nachwendeeindrücke:
Wir sind nicht die Sieger. Doch wir waren gut. Fast war’n wir Überflieger. Wenn ich dran denke, dann packt mich die Wut.

## Wolfram Bodags Kompositionen für Hörspiel und Film (Auswahl)
- Auf dem Sprung, Spielfilm, Regie: Evelyn Schmidt, DEFA 1984
- Der Schimmelreiter, Hörspiel nach Theodor Storm, Regie: Werner Buhss, Rundfunk der DDR 1985
- Goldrand, Hörspiel von Andrea Czesienski, Regie: Werner Buhss, Rundfunk der DDR 1987
- Die Irrfahrten des Odysseus, sechsteiliges Kinderhörspiel nach Homer, Regie: Werner Buhss, Rundfunk der DDR 1988
- Der kleine und der große Klaus, Kinderhörspiel nach Hans Christian Andersen, neu erzählt von Andrea Czesienski, Regie: Werner Buhss, Litera 1988
- Der verlorene Sohn, Kinderhörspiel von Thomas Fritz, Regie: Werner Buhss, Rundfunk der DDR 1989
- Kleider machen Leute, Kinderhörspiel nach Gottfried Keller, Regie: Werner Buhss, Rundfunk der DDR 1989
- Hänsel und Gretel, Kinderhörspiel nach Brüder Grimm, neu erzählt von Andrea Czesienski, Regie: Werner Buhss, Litera 1989
- Über die Grenzen, Spielfilm, Regie: Rainer Ackermann, DEFA 1990
- Aladin und die Wunderlampe nach Geschichten aus 1001 Nacht, Regie: Werner Buhss, SachsenRadio 1991
- Die Geschichte von Pit Pikus, dem Specht, und der Möwe Leila, Kinderhörspiel nach Friedrich Wolf, Regie: Werner Buhss, Deutschlandradio Kultur 1993
- Gesellschaftsspiel, Hörspiel nach Fjodor Dostojewski, Regie: Werner Buhss, ORB 1995
- Kein Lied nach meinem mehr – Sergej Jessenin, Hörspiel von Werner Buhss, Regie: Werner Buhss, DeutschlandRadio 1995
- Peng, Kinderhörspiel von Valerie Petrov, Regie: Werner Buhss, MDR/DeutschlandRadio 1996
- Mieze, Tarzan und Paul Klee, Kinderhörspiel von Gabriele Bigott, Regie: Werner Buhss, DeutschlandRadio 1996

## Nach 2000
Das Konzert „30 Jahre Engerling“ fand am 16. April 2005 im Kesselhaus in der Kulturbrauerei statt. Jährlich finden gemeinsame Auftritte mit Mitch Ryder in der Kulturgießerei in Schöneiche bei Berlin statt.

## Diskografie
| Engerling Singles 1977: Da hilft kein Jammern / Der Zug oder Die weiße Ziege ( Amiga ) 1977: Schwester Bessies Boogie / Mama Wilson (Amiga) 1980: Knüppel aus dem Sack / Nachtliedchen (Amiga) Langspielplatten 1979: Engerling Blues (Amiga) 1981: Tagtraum (Amiga) 1989: So oder so (Amiga, als CD 1997) CDs 1992: Egoland 1994: Amiga Doppelpack 1994: Engerling live 1997: KOMM VOR 1998: Engerling spielt Stones 2000: 25 Jahre Engerling 2005: Die Original-Alben 2010: 35 Jahre Engerling – Das Jubiläumskonzert 2010 2015: 40 Jahre Unterwegs Jubiläumskonzert 2015 2017: Uschi Brüning & Engerling: Live 2016 DVD 2007: 25 Jahre Engerling Jubiläumskonzert DVD | Mitch Ryder & Engerling CDs 1994: Rite of Passage (1994) 2002: The Old Man Springs a Boner (live) 2004: A Dark Caucasian Blue 2006: The Acquitted Idiot 2008: You Deserve My Art 2009: Air Harmonie. Live in Bonn 2008 2013: It’s Killing Me Live 2012 2019: The Blind Squirrel Finds A Nut – Live 2018 DVD und Video 1994: Live in Berlin Franzclub 2004: Mitch Ryder at Rockpalast |